# Federico Di Francesco
Federico Di Francesco (Pisa, 14 giugno 1994) è un calciatore italiano, centrocampista del Palermo.

## Biografia
Figlio di Eusebio Di Francesco, allenatore di calcio ed ex calciatore, è nato a Pisa, in Toscana, poiché in quegli anni il padre militava nella Lucchese.
È tifoso della Roma, squadra in cui ha militato suo padre.

## Caratteristiche tecniche
Esterno d'attacco, può agire su entrambe le fasce; è dotato di velocità e senso del gol.

## Carriera

### Club

#### Pescara, Parma e prestiti
Cresciuto nelle giovanili del Pescara, nel 2012-2013 è il capitano della squadra Primavera del club abruzzese. Nei primi mesi del 2013 viene aggregato alla prima squadra dell'allenatore Cristian Bucchi. Esordisce in Serie A nella trasferta contro il Parma del 23 marzo 2013, persa per 3-0, e colleziona 7 presenze stagionali in massima serie.
Nell'agosto 2013 viene acquistato dal Parma e immediatamente girato in prestito al Gubbio. Nel gennaio 2014 torna al Pescara, in prestito. L'8 agosto 2014 viene nuovamente ceduto in prestito, alla Cremonese. Il 25 giugno 2015 diviene un giocatore svincolato dopo il fallimento del Parma.

#### Virtus Lanciano e Bologna
L'8 luglio 2015, dopo il fallimento del Parma, si accasa a parametro zero alla Virtus Lanciano, firmando un contratto di tre anni. A seguito di un'ottima stagione nel campionato cadetto malgrado la retrocessione del club di Lanciano, nell'estate del 2016 viene acquistato dal Bologna a titolo definitivo. Il 28 agosto 2016 debutta con il club emiliano in Serie A, nella sconfitta in casa del Torino per 5-1,subentrando a Saphir Taïder. L'11 settembre segna il suo primo gol in Serie A, nella partita vinta dal Bologna per 2-1 contro il Cagliari. Il 21 settembre 2016 subisce la sua prima espulsione in Serie A.

#### Sassuolo
Il 4 luglio 2018 passa a titolo definitivo al Sassuolo, in un'operazione con scambio di Falcinelli, che dai neroverdi passa ai felsinei. Debutta il 12 agosto in Coppa Italia, nella partita con la Ternana, vinta per 5-1. Il 21 settembre segna il suo primo gol con i neroverdi, nel successo per 3-1 sull'Empoli: in quell'occasione è anche autore degli assist per gli altri due gol del Sassuolo, realizzati da Kevin-Prince Boateng e Gian Marco Ferrari.

#### SPAL e prestito ad Empoli
Il 26 luglio 2019 approda alla SPAL con la formula del prestito annuale con diritto di riscatto. Va a segno nel debutto ufficiale con gli emiliani il 18 agosto, nel terzo turno di Coppa Italia contro la Feralpisalò, realizzando il gol del momentaneo pareggio, nella sfida vinta poi per 3-1.
Il 31 agosto 2021 viene ceduto in prestito con diritto di riscatto all'Empoli. Il 22 settembre segna la sua prima rete con i toscani (diventando il centesimo marcatore in Serie A dell'Empoli) nella vittoriosa trasferta contro il Cagliari (2-0).

#### Lecce
Il 31 luglio 2022 si trasferisce al Lecce a titolo definitivo. Il 5 agosto debutta con la nuova maglia, nella sconfitta casalinga per 2-3 contro il Cittadella in Coppa Italia, mentre il 13 agosto debutta in campionato, in casa contro l'Inter, fornendo anche l'assist per l'unica rete dei salentini, sconfitti per 1-2. Il 9 novembre successivo segna la sua prima rete con i salentini, nel successo casalingo per 2-1 sull'Atalanta. 

#### Palermo
Dopo aver segnato il gol vittoria del Lecce contro la Lazio (2-1) all'esordio nel campionato di Serie A 2023-2024, il 31 agosto 2023 si trasferisce al Palermo, in Serie B, a titolo definitivo. Esordisce in maglia rosanero il successivo 2 settembre, andando in gol nella vittoria interna contro la Feralpisalò (3-0) e segnando appena tredici giorni dopo il suo gol segnato in Serie A: è il record di gol più veloce di un calciatore passato dalla Serie A alla Serie B e viceversa nella stessa stagione. 

### Nazionale
Nel 2013 ottiene 2 presenze con la nazionale italiana Under-19, mentre il 1º dicembre 2015 segna un gol nella partita che la B Italia vince per 3-2 contro la rappresentativa della seconda divisione russa.
Il 17 marzo 2016 viene convocato per la prima volta nella nazionale italiana Under-21 dal CT Luigi Di Biagio. Esordisce con l'Under-21 il 2 settembre 2016, nella partita Italia-Serbia (1-1), disputata a Vicenza e valida per le qualificazioni al campionato europeo di categoria del 2017. Il 6 settembre 2016, alla sua prima presenza da titolare, realizza una doppietta nella gara di qualificazione vinta 3-0 contro Andorra, disputata a La Spezia. In novembre va di nuovo a segno nell'amichevole (persa 3-2) contro l'Inghilterra e diviene il calciatore del Bologna più prolifico con la selezione Under-21 italiana, agganciando Giacomo Bulgarelli e Nicola Ventola a quota 3 reti.

## Statistiche

### Presenze e reti nei club
Statistiche aggiornate al 17 maggio 2025.
| Stagione        | Squadra         | Campionato      | Campionato | Campionato | Coppe nazionali | Coppe nazionali | Coppe nazionali | Coppe continentali | Coppe continentali | Coppe continentali | Altre coppe | Altre coppe | Altre coppe | Totale | Totale |
| Stagione        | Squadra         | Comp            | Pres       | Reti       | Comp            | Pres            | Reti            | Comp               | Pres               | Reti               | Comp        | Pres        | Reti        | Pres   | Reti   |
| --------------- | --------------- | --------------- | ---------- | ---------- | --------------- | --------------- | --------------- | ------------------ | ------------------ | ------------------ | ----------- | ----------- | ----------- | ------ | ------ |
| 2012-2013       | Pescara         | A               | 7          | 0          | CI              | 0               | 0               | -                  | -                  | -                  | -           | -           | -           | 7      | 0      |
| ago. 2013       | Pescara         | B               | 0          | 0          | CI              | 1               | 0               | -                  | -                  | -                  | -           | -           | -           | 1      | 0      |
| 2013-gen. 2014  | Gubbio          | 1D              | 11         | 0          | CI-LP           | -               | -               | -                  | -                  | -                  | -           | -           | -           | 11     | 0      |
| gen.-giu. 2014  | Pescara         | B               | 1          | 0          | -               | -               | -               | -                  | -                  | -                  | -           | -           | -           | 1      | 0      |
| Totale Pescara  | Totale Pescara  | Totale Pescara  | 8          | 0          |                 | 1               | 0               |                    | -                  | -                  |             | -           | -           | 9      | 0      |
| 2014-2015       | Cremonese       | LP              | 27         | 5          | CI+CI-LP        | 2+0             | 0               | -                  | -                  | -                  | -           | -           | -           | 29     | 5      |
| 2015-2016       | Lanciano        | B               | 36+1       | 8          | CI              | 1               | 0               | -                  | -                  | -                  | -           | -           | -           | 38     | 8      |
| 2016-2017       | Bologna         | A               | 24         | 4          | CI              | 3               | 1               | -                  | -                  | -                  | -           | -           | -           | 27     | 5      |
| 2017-2018       | Bologna         | A               | 24         | 1          | CI              | 1               | 0               | -                  | -                  | -                  | -           | -           | -           | 25     | 1      |
| Totale Bologna  | Totale Bologna  | Totale Bologna  | 48         | 5          |                 | 4               | 1               |                    | -                  | -                  |             | -           | -           | 52     | 6      |
| 2018-2019       | Sassuolo        | A               | 19         | 2          | CI              | 2               | 0               | -                  | -                  | -                  | -           | -           | -           | 21     | 2      |
| 2019-2020       | SPAL            | A               | 20         | 2          | CI              | 1               | 1               | -                  | -                  | -                  | -           | -           | -           | 21     | 3      |
| 2020-2021       | SPAL            | B               | 27         | 4          | CI              | 1               | 0               | -                  | -                  | -                  | -           | -           | -           | 28     | 4      |
| ago. 2021       | SPAL            | B               | 1          | 0          | CI              | 1               | 0               | -                  | -                  | -                  | -           | -           | -           | 2      | 0      |
| Totale SPAL     | Totale SPAL     | Totale SPAL     | 48         | 6          |                 | 3               | 1               |                    | -                  | -                  |             | -           | -           | 51     | 7      |
| 2021-2022       | Empoli          | A               | 26         | 5          | CI              | 1               | 0               | -                  | -                  | -                  | -           | -           | -           | 27     | 5      |
| 2022-2023       | Lecce           | A               | 36         | 2          | CI              | 1               | 0               | -                  | -                  | -                  | -           | -           | -           | 37     | 2      |
| ago. 2023       | Lecce           | A               | 2          | 1          | CI              | 1               | 0               | -                  | -                  | -                  | -           | -           | -           | 3      | 1      |
| Totale Lecce    | Totale Lecce    | Totale Lecce    | 38         | 3          |                 | 2               | 0               |                    | -                  | -                  |             | -           | -           | 40     | 3      |
| 2023-2024       | Palermo         | B               | 33+3       | 5          | CI              | 0               | 0               | -                  | -                  | -                  | -           | -           | -           | 36     | 5      |
| 2024-2025       | Palermo         | B               | 28+1       | 1          | CI              | 1               | 0               | -                  | -                  | -                  | -           | -           | -           | 30     | 1      |
| Totale Palermo  | Totale Palermo  | Totale Palermo  | 61+4       | 6          |                 | 1               | 0               |                    | -                  | -                  |             | -           | -           | 66     | 6      |
| Totale carriera | Totale carriera | Totale carriera | 327        | 40         |                 | 17              | 2               |                    | -                  | -                  |             | -           | -           | 344    | 42     |

### Cronologia presenze e reti in nazionale
| Cronologia completa delle presenze e delle reti in nazionale ― Italia under 21 | Cronologia completa delle presenze e delle reti in nazionale ― Italia under 21 | Cronologia completa delle presenze e delle reti in nazionale ― Italia under 21 | Cronologia completa delle presenze e delle reti in nazionale ― Italia under 21 | Cronologia completa delle presenze e delle reti in nazionale ― Italia under 21 | Cronologia completa delle presenze e delle reti in nazionale ― Italia under 21 | Cronologia completa delle presenze e delle reti in nazionale ― Italia under 21 | Cronologia completa delle presenze e delle reti in nazionale ― Italia under 21 |
| Data                                                                           | Città                                                                          | In casa                                                                        | Risultato                                                                      | Ospiti                                                                         | Competizione                                                                   | Reti                                                                           | Note                                                                           |
| ------------------------------------------------------------------------------ | ------------------------------------------------------------------------------ | ------------------------------------------------------------------------------ | ------------------------------------------------------------------------------ | ------------------------------------------------------------------------------ | ------------------------------------------------------------------------------ | ------------------------------------------------------------------------------ | ------------------------------------------------------------------------------ |
| 2-9-2016                                                                       | Vicenza                                                                        | Italia under 21                                                                | 1 – 1                                                                          | Serbia under 21                                                                | Qual. Europeo Under-21 2017                                                    | -                                                                              | 52’                                                                            |
| 6-9-2016                                                                       | La Spezia                                                                      | Italia under 21                                                                | 3 – 0                                                                          | Andorra under 21                                                               | Qual. Europeo Under-21 2017                                                    | 2                                                                              | 80’                                                                            |
| 11-10-2016                                                                     | Kaunas                                                                         | Lituania under 21                                                              | 0 – 0                                                                          | Italia under 21                                                                | Qual. Europeo Under-21 2017                                                    | -                                                                              | 78’                                                                            |
| 10-11-2016                                                                     | Southampton                                                                    | Inghilterra under 21                                                           | 3 – 2                                                                          | Italia under 21                                                                | Amichevole                                                                     | 1                                                                              | 43’                                                                            |
| 23-3-2017                                                                      | Cracovia                                                                       | Polonia under 21                                                               | 1 – 2                                                                          | Italia under 21                                                                | Amichevole                                                                     | -                                                                              | 46’                                                                            |
| 27-3-2017                                                                      | Roma                                                                           | Italia under 21                                                                | 1 – 2                                                                          | Spagna under 21                                                                | Amichevole                                                                     | -                                                                              | 72’                                                                            |
| Totale                                                                         |                                                                                | Presenze                                                                       | 6                                                                              |                                                                                | Reti                                                                           | 3                                                                              |                                                                                |